# Gonomyia quadrilobata
Gonomyia quadrilobata là một loài ruồi trong họ Limoniidae. Chúng phân bố ở miền Cổ bắc.